# Anopheles epiroticus
Anopheles epiroticus är en tvåvingeart som beskrevs av Edward Francis Linton och Ralph E. Harbach 2005. Anopheles epiroticus ingår i släktet Anopheles och familjen stickmyggor.
Artens utbredningsområde är Vietnam. Inga underarter finns listade i Catalogue of Life.